# Buenavista (Oviedo)
Buenavista es un barrio de la ciudad de Oviedo, Asturias, perteneciente al Distrito 5.

## Ubicación
Se sitúa en el límite urbano oeste de la ciudad, sirviendo de puerta occidental. 
El barrio está asentado en una loma, la más alta de la ciudad, sobre la Carretera de Galicia y el barrio de La Argañosa, gozando de buenas vistas, tanto de la sierra del Naranco al norte, el valle de San Claudio / San Cloyo y varios concejos occidentales al oeste, sierra del Aramo al Sur y centro de la ciudad al este, siendo este motivo por el que recibe el nombre. Su ubicación no es impedimento para una fácil accesibilidad desde el centro urbano, con calles que cuentan con una escasa inclinación. En cambio, son varios límites del barrio los que están delimitados con fuertes pendientes, como sucede en la zona de La Cibeles (calle Rector Leopoldo Alas Hijo), La Cruz (calle Catedrático Adolfo Álvarez Buylla) o Altu Buenavista en el límite con El Monte Canales.
Limita al norte con La Ería, Parque del Oeste y Olivares, al este con Llamaquique, al sur con El Cristo, y al oeste con El Monte Canales.

## Demografía
La población es de 8417 habitantes, dentro de los que hay más hombres que mujeres (20/4/2020); el 3,82 % de la ciudad, siendo esta variable por su función de barrio universitario dada su cercanía al Campus Universitario de El Cristo. Por sexos se reparte en: 4.683 mujeres y 3.734 hombres.
Además acoge a 727 personas censadas de 61 países de los 5 continentes, que supone el 8,637% del barrio.
El principal eje es la calle Fuertes Acevedo con 2587 habitantes (30,7 % total), perteneciente a la N-634, siendo además la calle más larga del barrio (1 km) y la que más vecinos acoge.

## Historia
El barrio ha sufrido pocas remodelaciones en los últimos años, aunque en los barrios adyacentes, La Ería (norte), El Cristo (sur) y Llamaquique (este) sí se han desarrollado amplias infraestructuras.

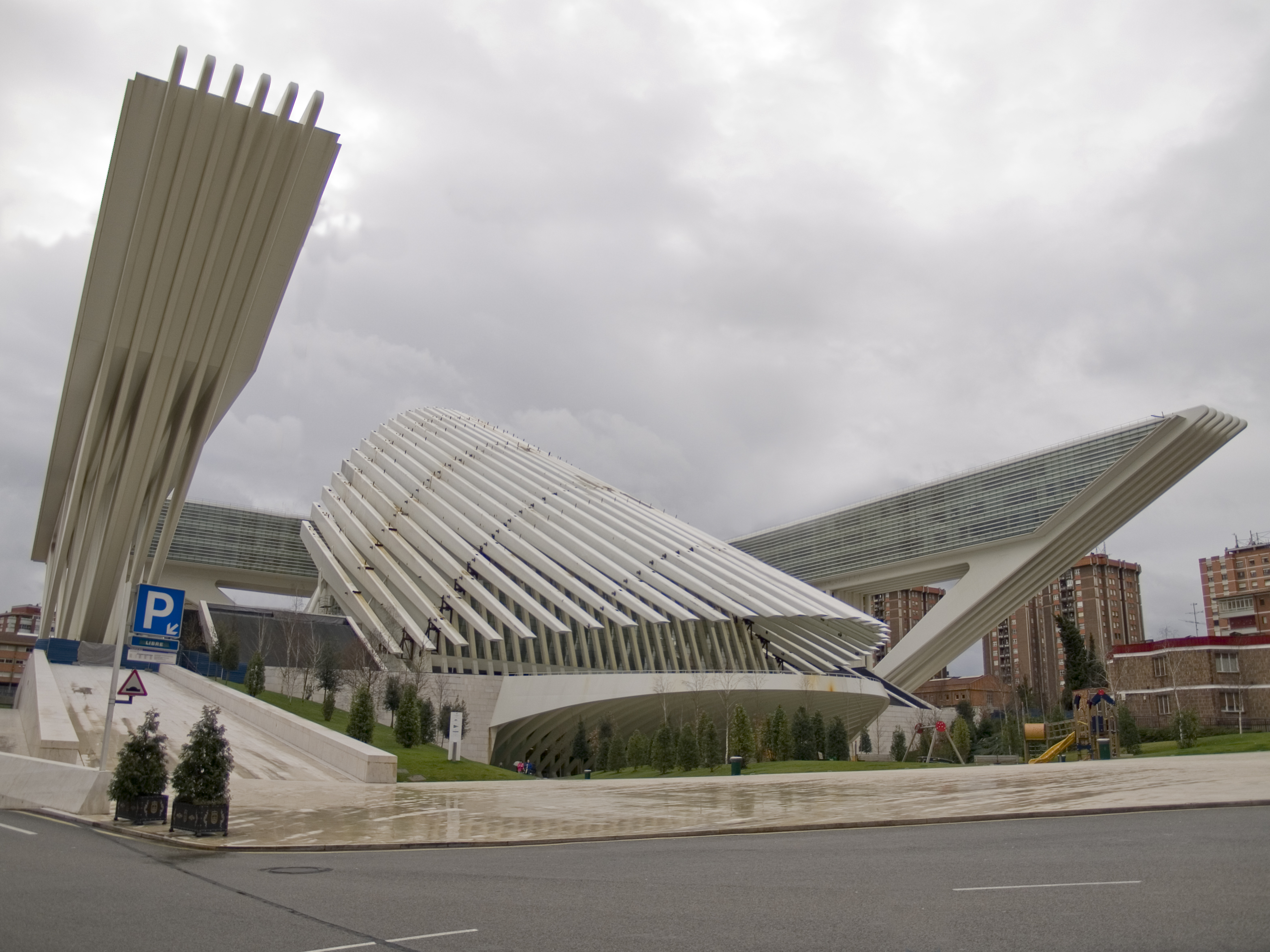
Palacio de Congresos Princesa Letizia, Oviedo (Asturias)

El barrio de Buenavista sufrió una gran transformación en el último período del siglo XX, cuando su carácter industrial fue perdiendo fuelle dando paso al actual modelo de barrio, más urbano y con predominio del sector servicios.
En el barrio se asentaron algunas de las infraestructuras más importantes de la ciudad en el siglo XX, como el antiguo Hospital Central de Asturias (compartiendo terrenos con el vecino barrio del Cristo), la Plaza de Toros, conocida como "Coso de Buenavista" (actualmente en ruinas) o el antiguo estadio Carlos Tartiere, que han sido en el pasado reciente motivos por los que se conocía al barrio. Con el traslado del estadio al barrio vecino de la Ería se dejó paso a un gran solar que ahora ocupa el Palacio de Exposiciones y Congresos, un gran edificio proyectado por el arquitecto valenciano Santiago Calatrava, y que se ha convertido en el referente del barrio e incluso de la ciudad.
En la actualidad el barrio se encuentra en proceso de transformación, sufriendo cada año el cierre de comercios, siendo especialmente notable en la última década, debido a la crisis económica de 2008 y al traslado del Hospital Central de Asturias. El futuro del barrio pasa por la importante transformación que se espera en los terrenos de la antigua ciudad sanitaria, plaza de toros y cuartel.

## Parques y jardines
El barrio tiene un media densidad edificatoria, contando con varias zonas verdes, como el Parque Juan Mata, el jardín de la Plaza de Toros, el Parque del Truébano o los jardines del Palacio.

## Fiestas y eventos
Las fiestas de "La Armonía" se realizaban durante un fin de semana del mes de agosto, pero la falta de espacio y presupuesto dejó paso a otras fiestas más multitudinarias en los barrios anexos como las de San Pablo o las de Monte Cerrau.

## Asociaciones
Para facilitar el comercio se creó la Asociación de Vecinos y Comerciantes, una unión de los barrios de Buenavista, El Cristo, Llamaquique y Monte Cerrau.
Asociaciones de vecinos minoritarias del barrio se ubican en el centro social del barrio de la calle Burriana. Otra de las Asociaciones de Vecinos es la de la Muria-Fuertes Acevedo.

## Otros equipamientos
Dispone además de equipamientos como una estación de servicio de Cepsa, un surtidor de Repsol, los colegios públicos de educación primaria Buenavista I y II y Baudilio Arce, además del IES Dr. Fleming, el cuartel de la Policía Nacional, el hotel de 4 estrellas Eurostars Palacio de Cristal, restaurantes y demás comercios. En el cuartel, se crio el púgil José Ramón Gómez Fouz, reconvertido en historiador, pues su padre, subinspector de policía era la mano derecha del Comisario Claudio Ramos.